# مطار أوشاك
مطار أوشاك (بالتركية: Uşak Havalimanı)‏ هو المطار الرئيسي لمدينة أوشاك في منطقة بحر إيجة التركية.